# Уроп (приток Ини)
Уроп (в верховье Правый Уроп) — река в Кемеровской области России. Устье реки находится в 594 км по правому берегу реки Иня. Длина реки составляет 45 км.

## Бассейн
- 21 км: Черновой Уроп (лв)
  - 3 км: Никитиха (лв)
  - 10 км: Степной Уроп (пр)
- 30 км: Левый Уроп (лв)
  - 6 км: Уропчик (лв)

## Данные водного реестра
По данным государственного водного реестра России относится к Верхнеобскому бассейновому округу, водохозяйственный участок реки — Иня, речной подбассейн реки — бассейны притоков (Верхней) Оби до впадения Томи. Речной бассейн реки — (Верхняя) Обь до впадения Иртыша.